# Suulampi
Suulampi är en sjö i Finland. Den ligger i kommunen Kuusamo i landskapet Norra Österbotten, i den nordöstra delen av landet, 600 km norr om huvudstaden Helsingfors. Suulampi ligger 240,3 meter över havet. Den är 2 meter djup. Arean är 1,09 kvadratkilometer och strandlinjen är 6,3 kilometer lång. Sjön  ingår i Ijo älvs huvudavrinningsområde. 